# Шестаково (Слободський район)
Шестако́во (рос. Шестаково) — село у складі Слободського району Кіровської області, Росія. Адміністративний центр Шестаковського сільського поселення.

## Населення
Населення становить 924 особи (2010, 1087 у 2002).
Національний склад станом на 2002 рік — росіяни 96 %.

## Історія
Вперше село згадується 1546 року у царських грамотах Івана Грозного, пізніше отримало статус міста. Тут знаходились дерев'яно-земляна фортеця та посад. Згідно з даними 1629 року фортеця мала в діаметрі 420 м та складалась із 100 зрубів. У місті були 2 церкви — Михайла Архангела та Микільська, а на посаді ще одна — Богоявленська (збудована 1542 року). 1925 року проводились археологічні розкопки і були відкриті зовнішні земляні вали та рів, що дозволило вченим стверджувати, що площа міста складала до 2 га. Також є відомості, що на місці поселення існувало древнє городище Увал, куди переселялись ті, кому не подобалась царська влада. Після підкорення Казані місто втратило своє значення і 1764 року Катерина ІІ забирає у нього статус міста.